# Mary H.K. Choi
Pour les articles homonymes, voir Choi.
 (octobre 2021).
La mise en forme du texte ne suit pas les recommandations de Wikipédia : il faut le « wikifier ».
Les points d'amélioration suivants sont les cas les plus fréquents. Le détail des points à revoir est peut-être précisé sur la page de discussion.
- Les titres sont pré-formatés par le logiciel. Ils ne sont ni en capitales, ni en gras.
- Le texte ne doit pas être écrit en capitales (les noms de famille non plus), ni en gras, ni en italique, ni en « petit »…
- Le gras n'est utilisé que pour surligner le titre de l'article dans l'introduction, une seule fois.
- L'italique est rarement utilisé : mots en langue étrangère, titres d'œuvres, noms de bateaux, etc.
- Les citations ne sont pas en italique mais en corps de texte normal. Elles sont entourées par des guillemets français : « et ».
- Les listes à puces sont à éviter, des paragraphes rédigés étant largement préférés. Les tableaux sont à réserver à la présentation de données structurées (résultats, etc.).
- Les appels de note de bas de page (petits chiffres en exposant, introduits par l'outil «  Source ») sont à placer entre la fin de phrase et le point final[comme ça].
- Les liens internes (vers d'autres articles de Wikipédia) sont à choisir avec parcimonie. Créez des liens vers des articles approfondissant le sujet. Les termes génériques sans rapport avec le sujet sont à éviter, ainsi que les répétitions de liens vers un même terme.
- Les liens externes sont à placer uniquement dans une section « Liens externes », à la fin de l'article. Ces liens sont à choisir avec parcimonie suivant les règles définies. Si un lien sert de source à l'article, son insertion dans le texte est à faire par les notes de bas de page.
- La présentation des références doit suivre les conventions bibliographiques. Il est recommandé d'utiliser les modèles {{Ouvrage}}, {{Chapitre}}, {{Article}}, {{Lien web}} et/ou {{Bibliographie}}. Le mode d'édition visuel peut mettre en forme automatiquement les références.
- Insérer une infobox (cadre d'informations à droite) n'est pas obligatoire pour parachever la mise en page.

Pour une aide détaillée, merci de consulter Aide:Wikification.
Si vous pensez que ces points ont été résolus, vous pouvez retirer ce bandeau et améliorer la mise en forme d'un autre article.
Mary H.K. Choi est une auteure coréo-américaine, rédactrice en chef, journaliste à la télévision et dans la presse écrite. Elle est l'auteure des romans pour jeunes adultes Connexion immédiate (2018) et Permanent Record (en) (2019). Elle est également journaliste et travaille en tant que correspondante culturelle pour le journal télévisé Vice News Tonight sur HBO. Auparavant, elle était chroniqueuse pour les magazines Wired et Allure et a travaillé en tant que rédactrice indépendante.

## Jeunesse
Mary H.K. Choi est née à Séoul, en Corée du Sud et a immigré à Hong Kong avant son premier anniversaire. Elle y a vécu jusqu'à son déménagement au Texas juste avant d'avoir 14 ans. Elle a été dans un lycée public dans une banlieue de San Antonio,  puis à l'université du Texas à Austin, où elle s'est spécialisée en textile et habillement. Après l'université, Choi a vécu à New York jusqu'à son déménagement à Los Angeles en 2014.
Son frère Michael Choi est un artiste travaillant pour Marvel et DC. Elle parle quatre langues.
Après avoir obtenu son diplôme d'université, Choi a déménagé d'Austin à New York en 2002. Son premier emploi en 2002 était en tant que stagiaire éditorial au magazine Mass Appeal à Red Hook, Brooklyn,  où elle est finalement devenue rédactrice en chef. Elle a ensuite travaillé chez XXL et Hip Hop Soul avant de devenir rédactrice en chef fondatrice de Missbehave, un magazine alternatif pour jeunes femmes basé à Brooklyn (pendant son séjour à XXL, Choi a publié sous le nom de Mary Choi ; depuis, elle a inclus les initiales de son nom coréen, Hyun Kyung). 
Mary H.K. Choi a attiré l'attention pour ses reportages et ses essais sur un large éventail de sujets, y compris l'utilisation des médias sociaux par les adolescents, sa relation avec sa mère, la musique, la vie d'expatrié et la mode,. Elle a été chroniqueuse chez Wired, rédactrice en chef pour MTV Style et rédactrice en chef chez Allure .  Elle a également écrit pour GQ, The New York Times,  New York, The Atlantic, Billboard et The Fader.
Mary H.K. Choi est correspondante culturelle à Vice News Tonight sur HBO. Elle a été productrice exécutive de House of Style: Music, Models and MTV, un documentaire produit en 2012.  En 2013, elle est devenue productrice en chef, puis scénariste en chef, de Take Part Live, une émission d'information quotidienne diffusé en direct pour Participant Media.
Mary H.K. Choi anime un podcast mensuel intitulé Hey, Cool Job!, dans lequel elle interroge ses pairs et ses amis sur leurs métiers et les chemins qu'ils ont empruntés pour arriver à leurs postes . Les invités notables incluent la journaliste Jenna Wortham, l' actrice porno Asa Akira et le comédien Joel Kim Booster. Elle anime également un mini podcast plus décontracté intitulé Hey, Cool Life ! . D'une durée de 10 à 20 minutes, ce podcast permet à Mary H.K. Choi de se concentrer sur l'intersection de la santé mentale et de la créativité. Elle mentionne qu'elle a créé le podcast après avoir été inspirée par son amour des mémos vocaux qu'elle enverrait à ses amis.

### Ses livres
Mary H.K. Choi était l'auteure d'un one shot pour Marvel Comics, Lady Deadpool #1. Elle a également écrit Shanna the She-Devil et a contribué à l'anthologie CMJN et à l'anthologie Ghosts pour Vertigo Comics.
En 2014, Choi a publié un recueil d'essais sous forme de single Kindle (en) intitulé Oh, Never Mind, qui explique notamment sa décision de quitter New York. Elle a rencontré un certain nombre d'éditeurs et est devenue frustrée par le pessimisme qu'elle rencontrait au sujet des perspectives de vente d'un recueil d'essais ; au lieu de cela, elle finit par accepter une offre d'Amazon pour écrire la courte collection d'essais en tant que Kindle Single pour un paiement de 5 000 $ et 70 % des bénéfices, le droit de fixer le prix de la collection et la conservation de la pleine propriété des droits d'auteur.
Mary H.K. Choi a également co-écrit le livre de DJ Khaled, The Keys, développé à partir des vidéos Snapchat de Khaled dans lesquelles il offre aux fans des conseils sur la façon d'atteindre le style de vie qu'il a. Dans une critique pour The New Yorker, Hua Hsu (en) a déclaré que même si le livre contenait des self-help, conseils d'auto-assistance standards, « il y a finalement quelque chose de loufoque et d'édifiant dans tout cela, une générosité chaleureuse qui fait de Khaled quelqu'un dont vous ne pouvez pas remettre en cause le succès ».
Le premier roman de Choi, Connexion immédiate, est un roman pour jeunes adultes publié en 2018 par Simon & Schuster et traduit par Gallimard en 2018. Mary H.K. Choi explique que le livre a été en partie inspiré du roman Forever... de Judy Blume, parce que celle-ci disait « qu'elle souhaitait juste écrire une histoire sur deux personnes qui ont des relations sexuelles mais rien de terrible ne se passe. J'adore ça », a déclaré Choi au New York Times. Son roman est une histoire d'amour qui se déroule principalement par SMS, avec Penny (une étudiante de première année coréenne-américaine à l'Université du Texas-Austin) qui donne son numéro à Sam après une des crises de panique du jeune homme. Écrivant pour Entertainment Weekly, David Canfield a déclaré à propos de ce livre que l'auteure « décrit avec succès la culture coréenne-américaine et explore les micro-agressions à un niveau nettement reconnaissable... Le cadre YA ne repousse pas le matériau le plus difficile à la marge, mais le rend plutôt naturel et puissant ».

## Ouvrages et publications
- Mary HK Choi (upc=5960607113-00111), Lady Deadpool #1 (Bande dessinée), Marvel, 2010
- Mary HK Choi, Fantômes, Vertigo Comics (DC Comics), 2012.
- Mary HK Choi, Oh ça ne fait rien, Kindle Single, 2014 (ASIN B00N93UVC2).
- Mary HK Choi, CMJN (noir), Vertigo Comics (DC Comics), 2015 (ISBN 978-1401253363).
- Mary HK Choi (trad. éditions Gallimard en 2018,  (ISBN 978-2075093415)), Emergency Contact [« Connexion immédiate »], New York, Simon & Schuster, 2018 (ISBN 978-1-5344-0896-8)
- Mary HK Choi, Permanent Record, New York, Simon & Schuster, 2019 (ISBN 978-1-5344-4597-0)
- Mary HK Choi, Yolk, New York, Simon & Schuster Books for Young Readers, 2021 (ISBN 978-1534446007)